# Pfarrhof (Kalbensteinberg)

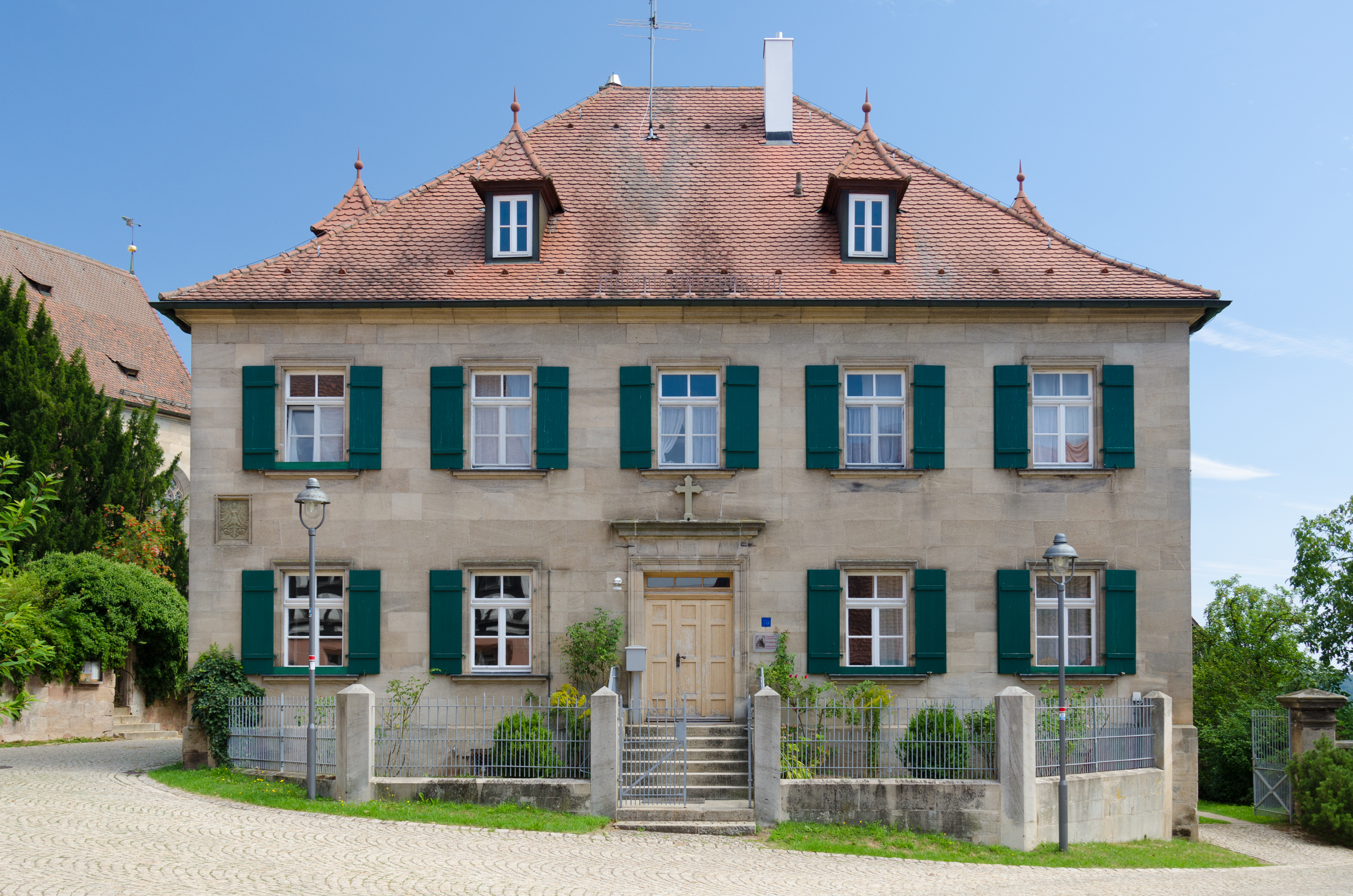
Pfarrhaus in Kalbensteinberg (2015)

Der Pfarrhof in Kalbensteinberg, einem Gemeindeteil von Absberg im mittelfränkischen Landkreis Weißenburg-Gunzenhausen in Bayern, ist ein geschütztes Baudenkmal. Der Pfarrhof mit der Adresse Kalbensteinberg 70 liegt südlich der evangelisch-lutherischen Pfarrkirche St. Maria und Christophorus.
Das Pfarrhaus ist ein zweigeschossiger Walmdachbau aus Sandsteinquadern mit fünf zu drei Fensterachsen, der 1893 durch die Stadt Nürnberg, die das Kirchenpatronat innehatte, errichtet wurde.
Zwei Scheunen mit Fachwerkgiebel sind mit der Jahreszahl 1757 bezeichnet.